# Вилхелмина Пруска (1774 – 1837)
Фридерика Луиза Вилхелмина Пруска (на немски: Friederike Luise Wilhelmine von Preußen; на нидерландски: Frederica Louisa Wilhelmina; * 18 ноември 1774, Потсдам; † 12 октомври 1837, Хага) от фамилията Хоенцолерн, е принцеса от Кралство Прусия и чрез женитба кралица на Нидерландия (1815 – 1837).

## Биография
Дъщеря е на пруския крал Фридрих Вилхелм II (1744 – 1797) и втората му съпруга принцеса Фредерика Луиза фон Хесен-Дармщат (1751 – 1805), дъщеря на ландграф Лудвиг IX фон Хесен-Дармщат и Каролина фон Пфалц-Цвайбрюкен. Тя е сестра на крал Фридрих Вилхелм III (1770 – 1840).
Вилхелмина се омъжва на 1 октомври 1791 г. в Берлин за братовчед си наследствения принц и бъдещ крал Вилхелм I от Нидерландия (1772 – 1843) от Дом Насау-Орания. От 1815 г. той е крал на Нидерландия и велик херцог на Люксембург. Бракът е щастлив. През 1795 г. Ораниите са изгонени от французите от Нидерландия и те отиват в изгнание в Англия. През 1814 г. те се връщат обратно в Хага.
От 1820 г. здравето на кралицата се влошава. Вилхелмина е погребана в Делфт.

## Деца
Вилхелмина Пруска и Вилхелм I имат децата:
- Вилхелм II Фридрих Георг Лудвиг (1792 – 1849), крал на Нидерландия и велик херцог на Люксембург

∞ 1816 за велика княгиня Анна Павловна от Русия (1795 – 1865)
- Вилхелм Фридрих Карл (1797 – 1881)

∞ 1825 за принцеса Луиза Пруска (1808 – 1870)
- Шарлота (1800 – 1806)
- Мариана (1810 – 1883)

∞ 1830 (разведена 1849) принц Албрехт Пруски (1809 – 1872), внук на крал Фридрих Вилхелм II и така племенник на Вилхелмина